# Pisa Sporting Club 1984-1985
Questa voce raccoglie le informazioni riguardanti il Pisa Sporting Club nelle competizioni ufficiali della stagione 1984-1985.

## Stagione
Nella stagione 1984-1985 il Pisa disputa il campionato di Serie B dopo essere appena retrocesso dalla massima serie. Il presidente Romeo Anconetani affida la panchina dei nerazzurri al tecnico Luigi Simoni e dichiara fin dall'inizio della stagione di puntare alla promozione. Già in fase di mercato decide di confermare i due bomber stranieri, un lusso per la serie cadetta, l'olandese Wim Kieft e il danese Klaus Berggreen ai quali affianca il giovane attaccante romano Paolo Baldieri. Vengono ceduti nel mercato estivo, il centrocampista Antonio Criscimanni all'Udinese, Leonardo Occhipinti alla Fiorentina, Attilio Sorbi al Padova e Roberto Scarnecchia al Milan.
La formazione nerazzurra mostra subito tutto il proprio potenziale che è ragguardevole per la Serie B, collocandosi fin dalle prime giornate nelle prime posizioni, alla fine del girone di andata è prima con 29 punti raccolti, ha già sei punti di margine sul quarto posto. Nel girone di ritorno i nerazzurri mostrano di poter puntare decisamente alla vittoria del campionato, obiettivo che viene raggiunto, grazie alla vena realizzativa dei suoi tre attaccanti, (30 reti in 3 in campionato, 38 in totale con la Coppa Italia) e comunque, al migliore attacco della cadetteria con 52 segnature. Il Pisa ritorna così in Serie A dopo solo un anno di assenza. Salgono in Serie A con i toscani il Lecce ed il Bari.
Nella Coppa Italia il Pisa disputa prima del campionato il secondo girone di qualificazione, raccogliendo due vittorie e tre pareggi, piazzandosi con 7 punti al secondo posto, alle spalle dell'Inter. Poi a febbraio nel doppio confronto degli ottavi di finale, cede il passaggio ai quarti di finale alla Sampdoria, perdendo entrambe le gare.

## Divise e sponsor
Lo sponsor tecnico per la stagione 1984-1985 fu Ennerre, mentre lo sponsor ufficiale fu OTC.
| Casa | Trasferta |

## Rosa

Il nuovo allenatore Simoni tra gli stranieri dell'annata, i confermati Berggreen (a sinistra) e Kieft (a destra), quest'ultimo migliore marcatore stagionale dei pisani.

| N. |                   | Ruolo | Calciatore             |
| -- | ----------------- | ----- | ---------------------- |
|    | Italia (bandiera) | P     | Gianpaolo Grudina      |
|    | Italia (bandiera) | P     | Alessandro Mannini     |
|    | Italia (bandiera) | D     | Michele Armenise       |
|    | Italia (bandiera) | D     | Marco Masi             |
|    | Italia (bandiera) | D     | Roberto Chiti          |
|    | Italia (bandiera) | D     | Stefano Dianda         |
|    | Italia (bandiera) | D     | Franco Ipsaro Passione |
|    | Italia (bandiera) | C     | Daniele Bernazzani     |
|    | Italia (bandiera) | D     | Giuseppe Volpecina     |

| N. |                        | Ruolo | Calciatore           |
| -- | ---------------------- | ----- | -------------------- |
|    | Italia (bandiera)      | C     | Mark Tullio Strukelj |
|    | Italia (bandiera)      | C     | Bruno Caneo          |
|    | Italia (bandiera)      | C     | Paolo Giovannelli    |
|    | Italia (bandiera)      | C     | Ferruccio Mariani    |
|    | Italia (bandiera)      | C     | Silvio Gori          |
|    | Danimarca (bandiera)   | A     | Klaus Berggreen      |
|    | Italia (bandiera)      | A     | Paolo Baldieri       |
|    | Paesi Bassi (bandiera) | A     | Wim Kieft            |
|    | Italia (bandiera)      | A     | Giuseppe Galli       |

## Risultati

### Serie B

#### Girone di andata
| Arbitro: | Lamorgese (Potenza) |

|                                |           |  |
| Kieft 29’ (rig.) Berggreen 76’ | Marcatori |  |

| Arbitro: | Esposito (Torre del Greco) |

|                         |           |                                 |
| Marocchi 19’ Frutti 77’ | Marcatori | 13’ Armenise 39’ (aut.) Logozzo |

| Arbitro: | Baldi (Roma) |

|               |           |               |
| Berggreen 65’ | Marcatori | 27’ Fontanini |

| Arbitro: | Paparesta (Bari) |

|                |           |                                              |
| Fermanelli 88’ | Marcatori | 70’ Giovanelli 73’ Baldieri 75’ (rig.) Kieft |

| Arbitro: | Coppetelli (Tivoli) |

|               |           |  |
| Berggreen 64’ | Marcatori |  |

| Arbitro: | Pairetto (Torino) |

|  |           |                            |
|  | Marcatori | 5’ (aut.) Fellet 83’ Kieft |

| Arbitro: | Leni (Perugia) |

|                                     |           |              |
| Baldieri 2’ Berggreen 35’ Kieft 77’ | Marcatori | 49’ Cipriani |

| Arbitro: | Coppetelli (Tivoli) |

|                 |           |  |
| Giovannelli 79’ | Marcatori |  |

| San Benedetto del Tronto 11 novembre 1984 9ª giornata | Sambenedettese            | 0 – 0 | Pisa | Stadio Fratelli Ballarin\| Arbitro: \| Pezzella (Frattamaggiore) \| |
| Arbitro:                                              | Pezzella (Frattamaggiore) |       |      |                                                                     |

| Arbitro: | Boschi (Parma) |

|                        |           |               |
| Berggreen 2’ Kieft 30’ | Marcatori | 24’ Parpiglia |

| Arbitro: | Pezzella (Frattamaggiore) |

|                  |           |              |
| D. Pellegrini 3’ | Marcatori | 38’ Armenise |

| Arbitro: | Lo Bello (Siracusa) |

|            |           |               |
| Zanone 45’ | Marcatori | 20’ Berggreen |

| Arbitro: | Pirandola (Lecce) |

|              |           |              |
| Baldieri 55’ | Marcatori | 19’ De Falco |

| Arbitro: | Casarin (Milano) |

|                 |           |               |
| Bivi 79’ (rig.) | Marcatori | 57’ Volpecina |

| Arbitro: | Pellicanò (Reggio Calabria) |

|           |           |  |
| Caneo 35’ | Marcatori |  |

| Arbitro: | Leni (Perugia) |

|               |           |  |
| Volpecina 65’ | Marcatori |  |

| Arbitro: | Mattei (Macerata) |

|                                   |           |                  |
| Pedrinho 34’ Volpecina 79’ (aut.) | Marcatori | 29’ (rig.) Kieft |

| Arbitro: | Pieri (Genova) |

|                |           |  |
| Kieft 42’, 49’ | Marcatori |  |

| Arbitro: | Lombardo (Marsala) |

|  |           |                  |
|  | Marcatori | 11’ (rig.) Kieft |

#### Girone di ritorno
| Arbitro: | Paparesta (Bari) |

|                             |           |                                   |
| De Martino 2’ G. Tacchi 83’ | Marcatori | 29’ Ipsaro Passione 64’ Berggreen |

| Arbitro: | Pairetto (Torino) |

|                                                  |           |  |
| Giovanelli 31’ Kieft 82’ Berggreen 86’ Galli 90’ | Marcatori |  |

| Monza 24 febbraio 1985 22ª giornata | Monza              | 0 – 0 | Pisa | Stadio Gino Alfonso Sada\| Arbitro: \| Bianciardi (Siena) \| |
| Arbitro:                            | Bianciardi (Siena) |       |      |                                                              |

| Arbitro: | Greco (Lecce) |

|                  |           |            |
| Kieft 10’ (rig.) | Marcatori | 30’ Macina |

| Arbitro: | Lombardo (Marsala) |

|              |           |  |
| O. Tacchi 2’ | Marcatori |  |

| Arbitro: | Coppetelli (Tivoli) |

|                  |           |  |
| Kieft 87’ (rig.) | Marcatori |  |

| Arbitro: | Casarin (Milano) |

|                     |           |  |
| Paciocco 86’ (rig.) | Marcatori |  |

| Arbitro: | Pezzella (Frattamaggiore) |

|            |           |  |
| Crusco 49’ | Marcatori |  |

| Arbitro: | Baldi (Roma) |

|          |           |  |
| Kieft 59 | Marcatori |  |

| Arbitro: | Pieri (Genova) |

|                   |           |                                          |
| Traini 52’ (rig.) | Marcatori | 38’ (aut.) Parpiglia 87’ Ipsaro Passione |

| Arbitro: | Pezzella (Frattamaggiore) |

|                                             |           |  |
| Baldieri 23’, 60’ Kieft 26’ (rig.) Masi 65’ | Marcatori |  |

| Arbitro: | Mattei (Macerata) |

|                                                  |           |                 |
| Brunetti 41’ (aut.) Berggreen 64’, 84’ Kieft 79’ | Marcatori | 54’ De Stefanis |

| Trieste 5 maggio 1985 32ª giornata | Triestina        | 0 – 0 | Pisa | Stadio Giuseppe Grezar\| Arbitro: \| D'Elia (Salerno) \| |
| Arbitro:                           | D'Elia (Salerno) |       |      |                                                          |

| Pisa 12 maggio 1985 33ª giornata | Pisa              | 0 – 0 | Bari | Stadio Arena Garibaldi\| Arbitro: \| Pairetto (Torino) \| |
| Arbitro:                         | Pairetto (Torino) |       |      |                                                           |

| Arbitro: | Esposito (Torre del Greco) |

|                           |           |                         |
| Agostini 33’ Gabriele 36’ | Marcatori | 1’ Giovannelli 4’ Caneo |

| Arbitro: | Casarin (Milano) |

|                   |           |                     |
| Policano 56’, 66’ | Marcatori | 74’ Ipsaro Passione |

| Arbitro: | Coppetelli (Tivoli) |

|           |           |             |
| Caneo 87’ | Marcatori | 90’ Luvanor |

| Arbitro: | Lanese (Messina) |

|           |           |                |
| Gelain 7’ | Marcatori | 39’ F. Mariani |

| Arbitro: | Coppetelli (Tivoli) |

|                 |           |              |
| Neri 26’ (aut.) | Marcatori | 71’ F. Raggi |

### Coppa Italia

#### Primo turno
| Francavilla al Mare 22 agosto 1984 1ª giornata | Francavilla                | 0 – 0 | Pisa | Stadio di Via Valle Anzuca\| Arbitro: \| Esposito (Torre del Greco) \| |
| Arbitro:                                       | Esposito (Torre del Greco) |       |      |                                                                        |

| Lucca 26 agosto 1984 2ª giornata | Pisa              | 0 – 0 | Inter | Stadio Porta Elisa\| Arbitro: \| Pairetto (Torino) \| |
| Arbitro:                         | Pairetto (Torino) |       |       |                                                       |

| Arbitro: | Da Pozzo (Monza) |

|                           |           |            |
| Armenise 67’ Baldieri 77’ | Marcatori | 90’ Frutti |

| Arbitro: | Casarin (Milano) |

|             |           |           |
| Faccini 57’ | Marcatori | 44’ Kieft |

| Arbitro: | Magni (Bergamo) |

|                                                    |           |                                                                    |
| Lamia Caputo 14’ Ferretti 25’ Bresciani 81’ (rig.) | Marcatori | 20’ F. Mariani 47’, 50’ (rig.), 70’ (rig.) Kieft 53’, 86’ Baldieri |

#### Fase finale
| Arbitro: | Baldi (Roma) |

|               |           |                |
| Berggreen 46’ | Marcatori | 5’, 62’ Vialli |

| Arbitro: | Lanese (Messina) |

|                            |           |  |
| F. Pari 22’ Beccalossi 61’ | Marcatori |  |

## Statistiche

### Statistiche di squadra
| Competizione | Punti | In casa | In casa | In casa | In casa | In casa | In casa | In trasferta | In trasferta | In trasferta | In trasferta | In trasferta | In trasferta | Totale | Totale | Totale | Totale | Totale | Totale | DR  |
| Competizione | Punti | G       | V       | N       | P       | Gf      | Gs      | G            | V            | N            | P            | Gf           | Gs           | G      | V      | N      | P      | Gf     | Gs     | DR  |
| ------------ | ----- | ------- | ------- | ------- | ------- | ------- | ------- | ------------ | ------------ | ------------ | ------------ | ------------ | ------------ | ------ | ------ | ------ | ------ | ------ | ------ | --- |
| Serie B      | 50    | 19      | 13      | 6       | 0       | 32      | 8       | 19           | 4            | 10           | 5            | 20           | 19           | 38     | 17     | 16     | 5      | 52     | 27     | +25 |
| Coppa Italia |       | 3       | 1       | 1       | 1       | 3       | 3       | 4            | 1            | 2            | 1            | 7            | 6            | 7      | 2      | 3      | 2      | 10     | 9      | +1  |
| Totale       |       | 22      | 14      | 7       | 1       | 35      | 11      | 23           | 5            | 12           | 6            | 27           | 25           | 45     | 19     | 19     | 7      | 62     | 36     | +26 |

### Statistiche dei giocatori
| Giocatore      | Serie B  | Serie B | Serie B     | Serie B    | Coppa Italia | Coppa Italia | Coppa Italia | Coppa Italia | Totale   | Totale | Totale      | Totale     |
| Giocatore      | Presenze | Reti    | Ammonizioni | Espulsioni | Presenze     | Reti         | Ammonizioni  | Espulsioni   | Presenze | Reti   | Ammonizioni | Espulsioni |
| -------------- | -------- | ------- | ----------- | ---------- | ------------ | ------------ | ------------ | ------------ | -------- | ------ | ----------- | ---------- |
| M. Armenise    | 34       | 2       | ?           | ?          | ?            | ?            | ?            | ?            | 34+      | 2+     | ?           | ?          |
| P. Baldieri    | 37       | 5       | ?           | ?          | ?            | ?            | ?            | ?            | 37+      | 5+     | ?           | ?          |
| K. Berggreen   | 38       | 10      | ?           | ?          | ?            | ?            | ?            | ?            | 38+      | 10+    | ?           | ?          |
| D. Bernazzani  | 23       | 0       | ?           | ?          | ?            | ?            | ?            | ?            | 23+      | 0+     | ?           | ?          |
| B. Caneo       | 38       | 3       | ?           | ?          | ?            | ?            | ?            | ?            | 38+      | 3+     | ?           | ?          |
| R. Chiti       | 30       | 0       | ?           | ?          | ?            | ?            | ?            | ?            | 30+      | 0+     | ?           | ?          |
| S. Dianda      | 3        | 0       | ?           | ?          | ?            | ?            | ?            | ?            | 3+       | 0+     | ?           | ?          |
| G. Galli       | 15       | 1       | ?           | ?          | ?            | ?            | ?            | ?            | 15+      | 1+     | ?           | ?          |
| P. Giovannelli | 36       | 4       | ?           | ?          | ?            | ?            | ?            | ?            | 36+      | 4+     | ?           | ?          |
| S. Gori        | 4        | 0       | ?           | ?          | ?            | ?            | ?            | ?            | 4+       | 0+     | ?           | ?          |
| F. Ipsaro      | 35       | 3       | ?           | ?          | ?            | ?            | ?            | ?            | 35+      | 3+     | ?           | ?          |
| W. Kieft       | 38       | 15      | ?           | ?          | ?            | ?            | ?            | ?            | 38+      | 15+    | ?           | ?          |
| A. Mannini     | 38       | -27     | ?           | ?          | ?            | ?            | ?            | ?            | 38+      | -27+   | ?           | ?          |
| F. Mariani     | 36       | 1       | ?           | ?          | ?            | ?            | ?            | ?            | 36+      | 1+     | ?           | ?          |
| M. Masi        | 30       | 1       | ?           | ?          | ?            | ?            | ?            | ?            | 30+      | 1+     | ?           | ?          |
| M. Strukelj    | 6        | 0       | ?           | ?          | ?            | ?            | ?            | ?            | 6+       | 0+     | ?           | ?          |
| G. Volpecina   | 36       | 2       | ?           | ?          | ?            | ?            | ?            | ?            | 36+      | 2+     | ?           | ?          |